# Madagaszkári labdarúgó-bajnokság (első osztály)
A THB Champions League a madagaszkári labdarúgó bajnokságok legfelsőbb osztályának elnevezése. 1962-ben alapították és 24 csapat részvételével zajlik. A bajnok a bajnokok Ligájában indulhat.

## Az eddigi bajnokok
| - 1956 : Ambatondrazaka Sport - 1957-61 : ismeretlen - 1962 : AS Fortior (Toamasina) - 1963 : AS Fortior (Toamasina) - 1964-67 : ismeretlen - 1968 : Fitarikandro (Fianarantsoa) - 1969 : US Fonctionnaires (Antananarivo) - 1970 : MMM Toamasina - 1971 : AS St. Michel (Saint Michel) - 1972 : Fortior Mahajanga - 1973 : JS Antalaha - 1974 : AS Corps Enseignement (Toliara) - 1975 : AS Corps Enseignement (Toliara) - 1976 : no championship - 1977 : AS Corps Enseignement (Toliara) - 1978 : AS St. Michel (Saint Michel) - 1979 : Fortior Mahajanga | - 1980 : MMM Toamasina - 1981 : AS Somasud (Toliara) - 1982 : Dinamo Fima (Antananarivo) - 1983 : Dinamo Fima (Antananarivo) - 1984 : no championship - 1985 : AS Sotema (Mahajanga) - 1986 : BTM Antananarivo - 1987 : JOS Nosy-Bé (Hell-Ville) - 1988 : COSFAP (Antananarivo) - 1989 : AS Sotema (Mahajanga) - 1990 : ASF Fianarantsoa - 1991 : AS Sotema (Mahajanga) - 1992 : AS Sotema (Mahajanga) - 1993 : BTM Antananarivo - 1994 : FC Rainizafy - 1995 : FC Fobar (Toliara) - 1996 : FC BFV (Antananarivo) | - 1997 : DSA Antananarivo - 1998 : DSA Antananarivo - 1999 : AS Fortior (Toamasina) - 2000 : AS Fortior (Toamasina) - 2001 : SOE Antananarivo - 2002 : AS Adema (Antananarivo) - 2003 : Ecoredipharm (Tamatave) - 2004 : USJF/Ravinala (Antananarivo) - 2005 : USCA Foot (Antananarivo) - 2006 : AS Adema (Antananarivo) - 2007 : Ajesaia (Antananarivo) - 2008 : Académie Ny Antsika (Vakinankaratra) - 2009 : Ajesaia (Antananarivo) - 2010 : CNaPS Sport (Miarinarivo) - 2011 : Japan Actuel's FC (Analamanga) |

## Bajnoki címek eloszlása
| Klub                  | Város          | Bajnoki címek | Utolsó |
| --------------------- | -------------- | ------------- | ------ |
| AS Fortior            | Toamasina      | 4             | 2000   |
| AS Sotema             | Mahajanga      | 4             | 1992   |
| AS Corps Enseignement | Toliara        | 3             | 1977   |
| AS Adema              | Antananarivo   | 2             | 2006   |
| Ajesaia               | Antananarivo   | 2             | 2009   |
| FC BFV                | Antananarivo   | 2             | 1996   |
| Dinamo Fima           | Antananarivo   | 2             | 1983   |
| DSA Antananarivo      | Antananarivo   | 2             | 1998   |
| Fortior Mahajanga     | Mahajanga      | 2             | 1979   |
| MMM Toamasina         | Toamasina      | 2             | 1980   |
| AS St. Michel         | Saint Michel   | 2             | 1978   |
| BTM Antananarivo      | Antananarivo   | 2             | 1986   |
| Académie Ny Antsika   | Vakinankaratra | 1             | 2008   |
| Ambatondrazaka Sport  |                | 1             | 1956   |
| JS Antalaha           | Antalaha       | 1             | 1973   |
| CNaPS Sport           | Miarinarivo    | 1             | 2010   |
| COSFAP                | Antananarivo   | 1             | 1988   |
| Ecoredipharm          | Tamatave       | 1             | 2003   |
| ASF Fianarantsoa      | Fianarantsoa   | 1             | 1990   |
| Fitarikandro          | Fianarantsoa   | 1             | 1968   |
| FC Fobar              | Toliara        | 1             | 1995   |
| Japan Actuel's FC     | Analamanga     | 1             | 2011   |
| JOS Nosy-Bé           | Hell-Ville     | 1             | 1987   |
| AS Somasud            | Toliara        | 1             | 1981   |
| SOE Antananarivo      | Antananarivo   | 1             | 2001   |
| USCA Foot             | Antananarivo   | 1             | 2005   |
| US Fonctionnaires     | Antananarivo   | 1             | 1969   |
| USJF/Ravinala         | Antananarivo   | 1             | 2004   |

## Külső hivatkozások
- Információk Archiválva 2012. június 20-i dátummal a Wayback Machine-ben a FIFA honlapján
- Információk az RSSSF honlapján